# По эту сторону рая
«По эту сторону рая» (англ. This Side Of Paradise) — дебютный роман Фрэнсиса Скотта Фицджеральда, опубликованный в 1920 году. В нём рассматривается жизнь и нравственность беззаботной американской молодежи на заре эпохи джаза, исследуется тема любви, развращённой жадностью и стремлением к статности. Своё название роман берёт из строчки стихотворения Руперта Брука «Tiare Tahiti».
«По эту сторону рая» моментально стал культурной сенсацией в США, названный рецензентами лучшим романом десятилетия. Книга 12 раз отправлялась в печать, было продано 49 075 экземпляров. Роман стал особенно популярным среди студентов, и пресса окрестила Фицджеральда знаменосцем «бунтующей молодежи». В одночасье его имя снискало популярность, что позволило существенно увеличить доход за своё творчество. Также это помогло убедить Зельду Сейр выйти за него замуж.

## История создания
Первоначально рукопись романа называлась «Романтический эгоист». Роман был переработан по сравнению с первоначальным вариантом. Так, работая над рукописью, в письме своему издателю Максвеллу Перкинсу от 26 июля 1919 года Фитцджеральд сравнивает свой тогда ещё недописанный роман с запеканкой, «куда валят без разбора всё оставшееся от ужина», а последний вариант автор уже считает удавшимся. В романе во многом отразились его юношеские впечатления, полученные во время учёбы в Принстонском университете.
Роман вышел 26 марта 1920 года в издательстве «Скрайбнерс» (Scribners), в рекламной кампании Фицджеральд  представлялся как «самый молодой писатель, которого когда-либо издавали Скрайбнеры».
Роман имеет автобиографические черты: по собственным словам писателя, он «описал там пережитую мною любовь, которая продолжала кровоточить, как свежая рана у человека, чья кровь не сворачивается».

## Сюжет
Я — романтик. Человек сентиментальный воображает, что любовь может длиться, – романтик вопреки всему надеется, что конец близко.
Главный герой Эмори Блейн (англ. Amory Blaine) происходит из богатой американской семьи с европейскими корнями. Блейн необычайно красив и талантлив, но тщеславен и самолюбив. Отличался настолько большими успехами в учёбе, что на уроках даже старался хуже отвечать. Поначалу не везло в спорте, но и тут он добился успехов благодаря многочисленным тренировкам.
Отбоя от девушек не было уже в школьные годы. Огромное влияние на него оказывали мать Беатриса, капризная лицемерка, и друг матери монсеньор Дарси, католический священник. В юности у Эмори сложилась жизненная доктрина — выделиться в жизни, занять подобающее место на социальной лестнице. Сразу после поступления в школу он сталкивается с трудностями — непониманием и негативным отношением к нему со стороны сверстников, первое время у него нет друзей, Эмори чувствует себя глубоко несчастным и брошенным. Кульминацией становится разговор с преподавателем, который вызвал его к себе, чтобы рассказать, каким эгоистом его считают одноклассники. В дальнейшем он делает упор на спорте, добивается заметных успехов в школьной футбольной команде, но заниматься этим его подстегнуло желание обрести престиж среди одноклассников.
Позже, после поступления в Принстон, Эмори становится редактором «Принстонской газеты» и добивается успеха. Но успешная карьера в университете долго не продлилась: Блейн из-за своей лени заваливает экзамен по математике, его исключают из редакторского совета, и он теряет своё положение в обществе. Сразу после колледжа он вместе с многими однокурсниками уходит на войну. По возвращении он влюбляется в Розалинду Коннедж, сестру его друга. Это была его единственная настоящая любовь, но его возлюбленная, хотя и сильно была в него влюблена, не захотела выходить замуж за обедневшего к тому времени Эмори. С этих пор Эмори начинают преследовать неудачи. Он сильно обеднел и теперь начинает задумываться о социальной справедливости. Он считает, что «у всех детей… должны быть для начала равные шансы», и революцию 1917 года считал «интересным экспериментом». Но самым бедным он отказывал в благородстве, уме и доброте.

## Переводы на русский язык
Роман имеет один перевод на русский язык, выполненный советской переводчицей Марией Федоровной Лорие в 1977 году. Опубликован издательством «Художественная литература» в сборнике произведений Ф. С. Фицджеральда.